# Haitis Davis Cup-lag
Haitis Davis Cup-lag styrs av Haitiiska tennisförbundet och representerar Haiti i tennisturneringen Davis Cup, tidigare International Lawn Tennis Challenge. Haiti debuterade i sammanhanget 1988, och spelade semifinal i Amerikazonens Grupp II 1998.